# Негев
Негев (хебрејски נֶגֶב, тиберијски хебрејски Néḡeḇ; арапски النقب an-Naqab) је пустињска регија у јужном Израелу. У библијском хебрејском, негев значи „југ“. Негев заузима већи део Јужног округа Израела. Географски, преко 13.000 km² Негева формира обрнути троугао чија се западна страна додирује са пустињом полуострва Синај, а чија је источна граница Вади Арабах.
Централни град је Биршеба (око 200.000 становника), на северу. Јужни крај чини Еилатски залив и град Еилат. Међу Осталим градовима су Димона и Мицпе Рамон, више бедуинских градова, попут Рахата и Тел Шеве.
У Негеву се налази више интересантних културних и географских локација. Међу њима су три огромна ерозиона круга која личе на кратере (махтешим), који су јединствени у региону: ha-Machtesh ha-Gadol („Велики кратер“), ha-Machtesh ha-Katan („Мали кратер“) и кратер Рамон. Овај последњи је највећи - он је вероватно највећи природни кратер на Земљи (кратер који није настао ударом астероида).
Иако је историјски део одвојеног региона (познатог у римско доба као Арабија Петра), Негев је додат предложеној области Мандатне Палестине, чији су велики делови касније постали Израел, 10. јула 1922. године, након што га је признао британски представник Сент Џон Филби „у име Транс-Јордана“. Упркос томе, регион је остао искључиво арапски до 1946. године; као одговор на британски Морисон-Грејдијев план који би то подручје доделио арапској држави, Јеврејска агенција је усвојила 11 тачака у плану Негева за почетак насељавања Јевреја у тој области. У року од годину дана, План Уједињених нација о подели Палестине доделио је то подручје јеврејској држави, касније Израелу.
У октобру 2012, глобални издавач туристичких водича Лоунли Планет оценио је Негев као друго место на листи десет најбољих светских регионалних туристичких дестинација за 2013, наводећи његову тренутну трансформацију кроз развој.

## Клима
Регија Негев је сушна (Еилат прима у просеку само 24  падавина годишње), прима веома мало кише због свог положаја источно од Сахаре (за разлику од Медитерана који се налази на западу Израела), и екстремних температура због своје локације 31 степен северно. Међутим, најсеверније области Негева, укључујући Бершебу, су полупустиње. Уобичајена количина падавина од јуна до октобра је нула. Снег и мраз су ретки у северном Негеву, а снег и мраз су непознати у околини Еилата у најјужнијем Негеву.
| Клима Бершеве                        | Клима Бершеве | Клима Бершеве | Клима Бершеве | Клима Бершеве | Клима Бершеве | Клима Бершеве | Клима Бершеве | Клима Бершеве | Клима Бершеве | Клима Бершеве | Клима Бершеве | Клима Бершеве | Клима Бершеве |
| Показатељ \ Месец                    | .Јан.         | .Феб.         | .Мар.         | .Апр.         | .Мај.         | .Јун.         | .Јул.         | .Авг.         | .Сеп.         | .Окт.         | .Нов.         | .Дец.         | .Год.         |
| ------------------------------------ | ------------- | ------------- | ------------- | ------------- | ------------- | ------------- | ------------- | ------------- | ------------- | ------------- | ------------- | ------------- | ------------- |
| Апсолутни максимум, °C (°F)          | 28,4 (83,1)   | 31 (88)       | 35,4 (95,7)   | 40,9 (105,6)  | 42,2 (108)    | 46 (115)      | 41,5 (106,7)  | 40,5 (104,9)  | 41,2 (106,2)  | 39,6 (103,3)  | 34 (93)       | 31,4 (88,5)   | 46 (115)      |
| Максимум, °C (°F)                    | 16,7 (62,1)   | 17,5 (63,5)   | 20,1 (68,2)   | 25,8 (78,4)   | 29 (84)       | 31,3 (88,3)   | 32,7 (90,9)   | 32,8 (91)     | 31,3 (88,3)   | 28,5 (83,3)   | 23,5 (74,3)   | 18,8 (65,8)   | 25,7 (78,3)   |
| Минимум, °C (°F)                     | 7,5 (45,5)    | 7,6 (45,7)    | 9,3 (48,7)    | 12,7 (54,9)   | 15,4 (59,7)   | 18,4 (65,1)   | 20,5 (68,9)   | 20,9 (69,6)   | 19,5 (67,1)   | 16,7 (62,1)   | 12,6 (54,7)   | 8,9 (48)      | 14,2 (57,6)   |
| Апсолутни минимум, °C (°F)           | −5 (23)       | −0,5 (31,1)   | 2,4 (36,3)    | 4 (39)        | 8 (46)        | 13,6 (56,5)   | 15,8 (60,4)   | 15,6 (60,1)   | 13 (55)       | 10,2 (50,4)   | 3,4 (38,1)    | 3 (37)        | −5 (23)       |
| Количина падавина, mm (in)           | 49,6 (1,953)  | 40,4 (1,591)  | 30,7 (1,209)  | 12,9 (0,508)  | 2,7 (0,106)   | 0 (0)         | 0 (0)         | 0 (0)         | 0,4 (0,016)   | 5,8 (0,228)   | 19,7 (0,776)  | 41,9 (1,65)   | 204,1 (8,035) |
| Дани са падавинама                   | 9,2           | 8             | 6,4           | 2,6           | 0,8           | 0             | 0             | 0             | 0,1           | 1,8           | 4,6           | 7,5           | 41            |
| Извор: Israel Meteorological Service |               |               |               |               |               |               |               |               |               |               |               |               |               |

| Клима Еилата                         | Клима Еилата | Клима Еилата | Клима Еилата | Клима Еилата | Клима Еилата | Клима Еилата | Клима Еилата | Клима Еилата | Клима Еилата | Клима Еилата | Клима Еилата | Клима Еилата | Клима Еилата  |
| Показатељ \ Месец                    | .Јан.        | .Феб.        | .Мар.        | .Апр.        | .Мај.        | .Јун.        | .Јул.        | .Авг.        | .Сеп.        | .Окт.        | .Нов.        | .Дец.        | .Год.         |
| ------------------------------------ | ------------ | ------------ | ------------ | ------------ | ------------ | ------------ | ------------ | ------------ | ------------ | ------------ | ------------ | ------------ | ------------- |
| Апсолутни максимум, °C (°F)          | 32,2 (90)    | 35,8 (96,4)  | 38,7 (101,7) | 43,4 (110,1) | 45,2 (113,4) | 47,4 (117,3) | 48,3 (118,9) | 48,0 (118,4) | 45,0 (113)   | 44,3 (111,7) | 38,1 (100,6) | 33,6 (92,5)  | 48,3 (118,9)  |
| Максимум, °C (°F)                    | 21,3 (70,3)  | 23,0 (73,4)  | 26,1 (79)    | 31,0 (87,8)  | 35,7 (96,3)  | 38,9 (102)   | 40,4 (104,7) | 40,0 (104)   | 37,3 (99,1)  | 33,1 (91,6)  | 27,7 (81,9)  | 23,0 (73,4)  | 31,46 (88,63) |
| Минимум, °C (°F)                     | 10,4 (50,7)  | 11,8 (53,2)  | 14,6 (58,3)  | 18,4 (65,1)  | 22,5 (72,5)  | 25,2 (77,4)  | 27,3 (81,1)  | 27,4 (81,3)  | 25,2 (77,4)  | 21,8 (71,2)  | 16,3 (61,3)  | 11,9 (53,4)  | 19,4 (66,91)  |
| Апсолутни минимум, °C (°F)           | 1,2 (34,2)   | 0,9 (33,6)   | 3,0 (37,4)   | 8,4 (47,1)   | 12,1 (53,8)  | 18,5 (65,3)  | 20,0 (68)    | 19,4 (66,9)  | 18,6 (65,5)  | 9,2 (48,6)   | 5,3 (41,5)   | 2,5 (36,5)   | 0,9 (33,6)    |
| Количина кише, mm (in)               | 4 (0,16)     | 3 (0,12)     | 3 (0,12)     | 2 (0,08)     | 1 (0,04)     | 0 (0)        | 0 (0)        | 0 (0)        | 0 (0)        | 4 (0,16)     | 2 (0,08)     | 5 (0,2)      | 24 (0,96)     |
| Дани са кишом (≥ 0.1 mm)             | 2,1          | 1,8          | 1,6          | 0,9          | 0,7          | 0            | 0            | 0            | 0            | 0,7          | 0,8          | 1,9          | 10,5          |
| Извор: Israel Meteorological Service |              |              |              |              |              |              |              |              |              |              |              |              |               |

## Историја

### Праисторијски номади
Номадски живот у Негеву датира уназад најмање 4.000 година, а можда чак и 7.000 година.

### Бронзано доба
Прва урбанизована насеља настала су комбинацијом група Ханана, Амалекита, Аморита, Набатејаца и Едомита око 2000. године пре нове ере. Фараонски Египат је заслужан за увођење вађења и топљења бакра у Негеву и на Синају између 1400. и 1300. п. н. е.

### Библијски

#### Величина библијског Негева
Према израелским археолозима, у Хебрејској Библији, термин Негев се односи само на северни, полусушни део онога што се данас назива Негев. Од тога долина Арад-Бершева, која прима довољно кише да омогући пољопривреду, а самим тим и седентарно занимање („руб пустиње“), дефинисана је као „источни (библијски) Негев“.

#### Библијска референца
Према 13. поглављу Књиге постања, Аврахам је неко време живео у Негеву након што је био прогнан из Египта. Током путовања Изласка у Обећану земљу, Мојсије је послао дванаест извиђача у Негев да процене земљу и становништво. Касније је северни део библијског Негева насељавало Јудино племе, а јужни део библијског Негева Симеоново племе. Негев је касније био део Соломонове краљевине (у целини, све до Црвеног мора), а затим, са различитим проширењима ка југу, део Јудејског краљевства.

### Византинци
Византијска власт у 4. веку је увела хришћанство у популацију. Основани су пољопривредни градови и становништво су експоненцијално расли.
У јануару 2021. године, археолози из Израелске управе за антиквитете објавили су да су открили надгробни споменик стар 1.400 година са грчким натписом од стране запосленог у Управи за паркове и природу у Националном парку Ницана. На камену хришћанке по имену Марија биле су исписане ове речи: „Блажена Марија која је живела непорочним животом“.